# Ortschaft Nordost
Die Ortschaft Nordost ist die drittgrößte der sieben Ortschaften der kreisfreien Stadt Salzgitter in Niedersachsen.

## Geografie
Die Ortschaft Nordost grenzt im Nordosten an die kreisfreie Stadt Braunschweig, im Osten an die Stadt Wolfenbüttel im gleichnamigen Landkreis, im Süden an die Ortschaft Ost, im Südwesten an die Ortschaft Nord und im Westen und Nordwesten an den Landkreis Peine mit den Gemeinden Lengede und Vechelde.

### Gliederung
Die Ortschaft Nordost setzt sich aus folgenden vier Stadtteilen der Stadt Salzgitter zusammen.
| Stadtteil         | Einwohnerzahl (Dezember 2024) | Fläche in km² | Bevölkerungsdichte in Einw./km² |
| ----------------- | ----------------------------- | ------------- | ------------------------------- |
| Beddingen         | 458                           | 9,23          | 50                              |
| Sauingen          | 412                           | 4,24          | 97                              |
| Thiede            | 10.755                        | 12,26         | 877                             |
| Üfingen           | 791                           | 6,77          | 117                             |
| Ortschaft Nordost | 12.416                        | 32,50         | 382                             |

Neben diesen vier Stadtteilen gehören folgende Siedlungen und Wohnplätze zur Ortschaft Nordost:
- Gut Nortenhof zu Üfingen
- Steterburg zu Thiede

### Bilder

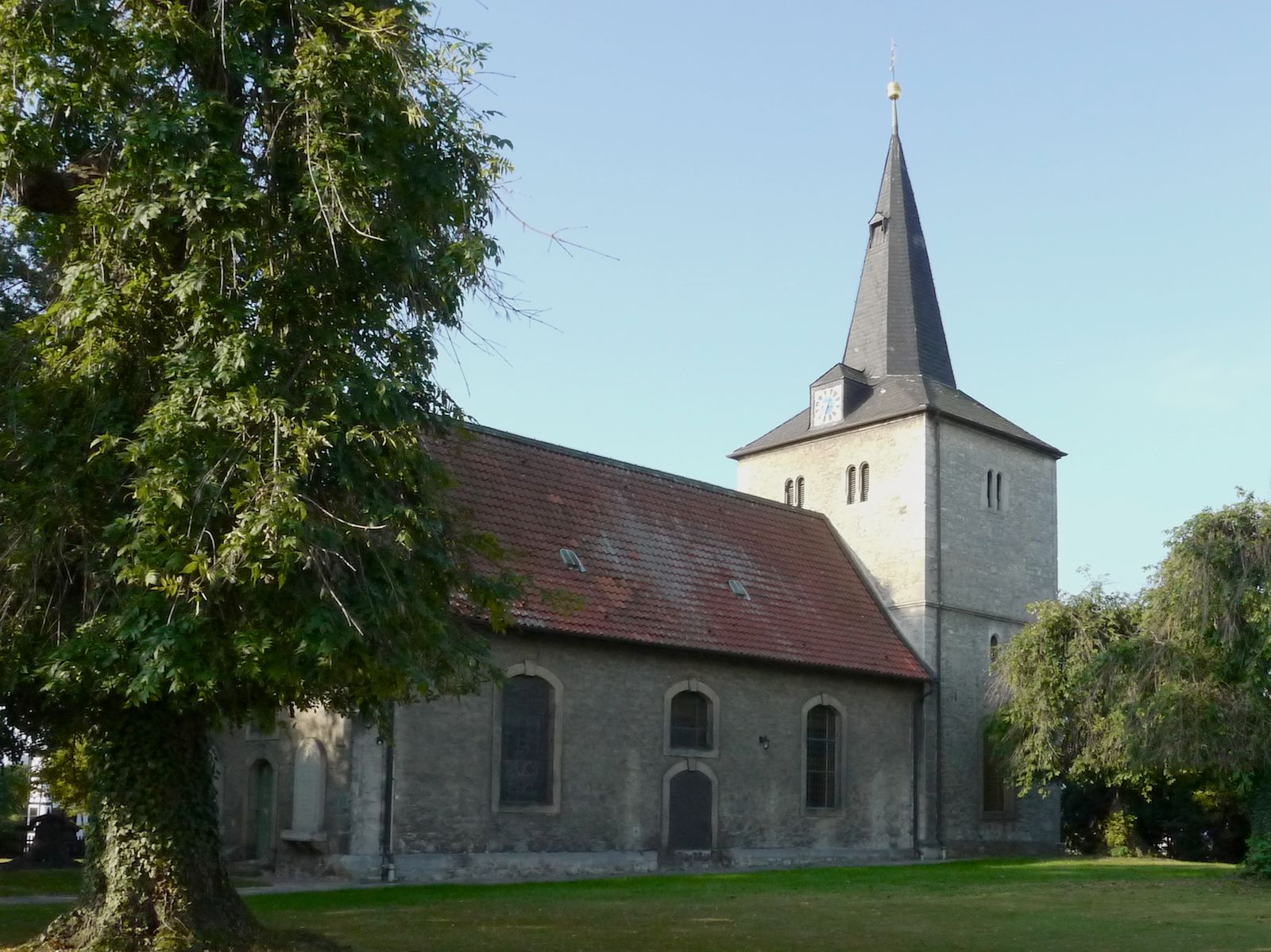
Evangelische Kirche in Beddingen
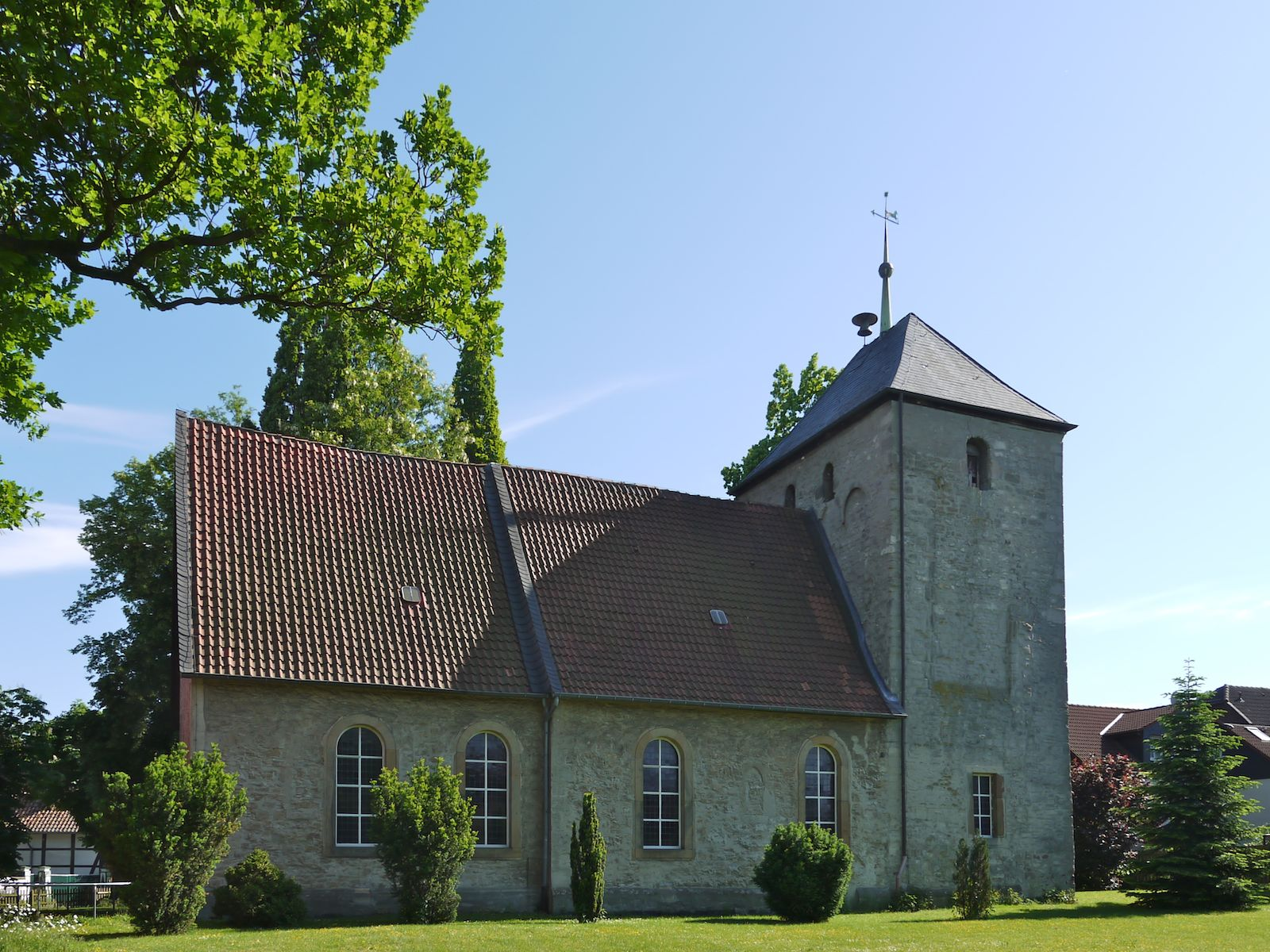
Evangelische Kirche in Sauingen
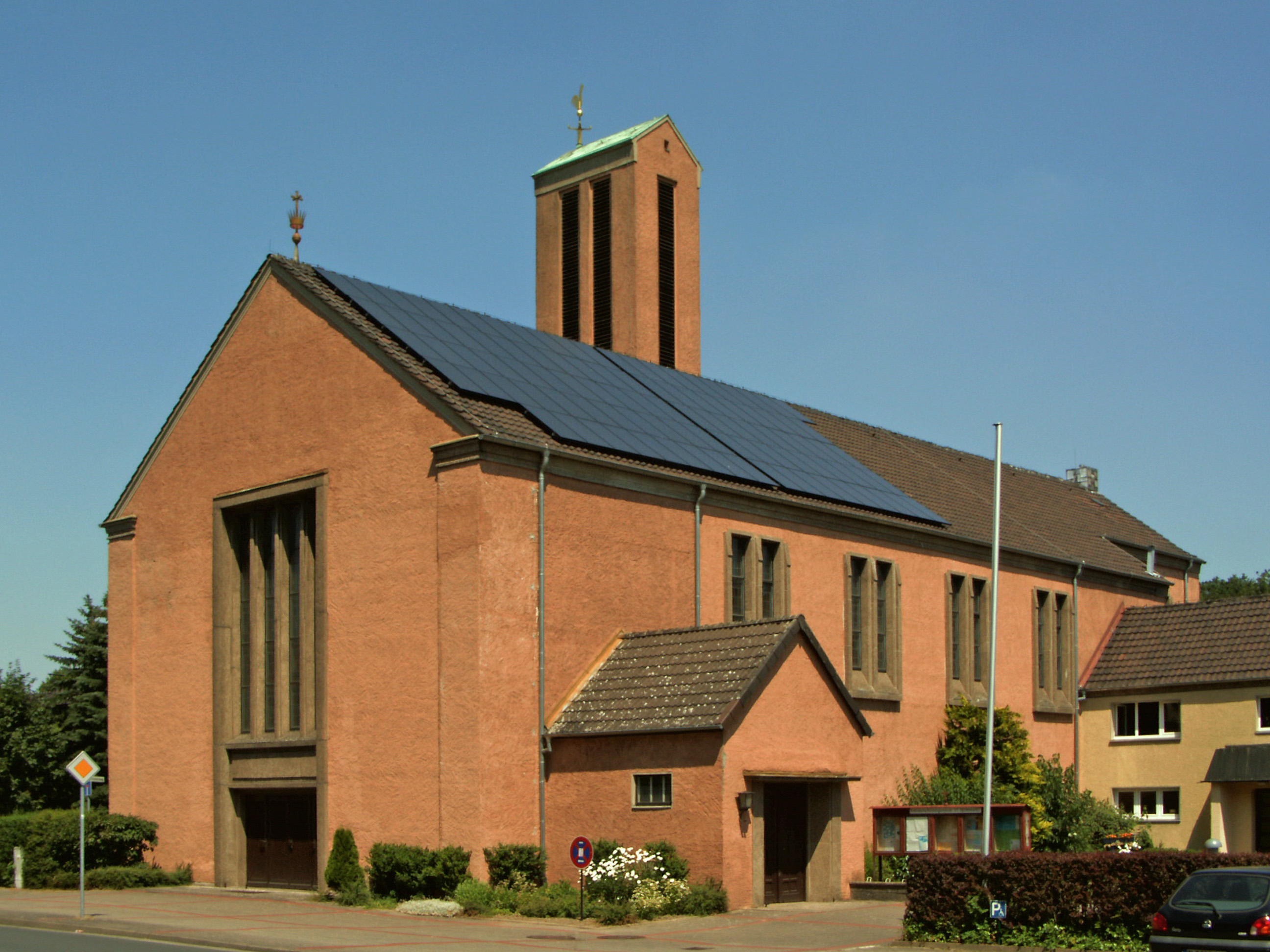
St.-Bernward-Kirche in Thiede
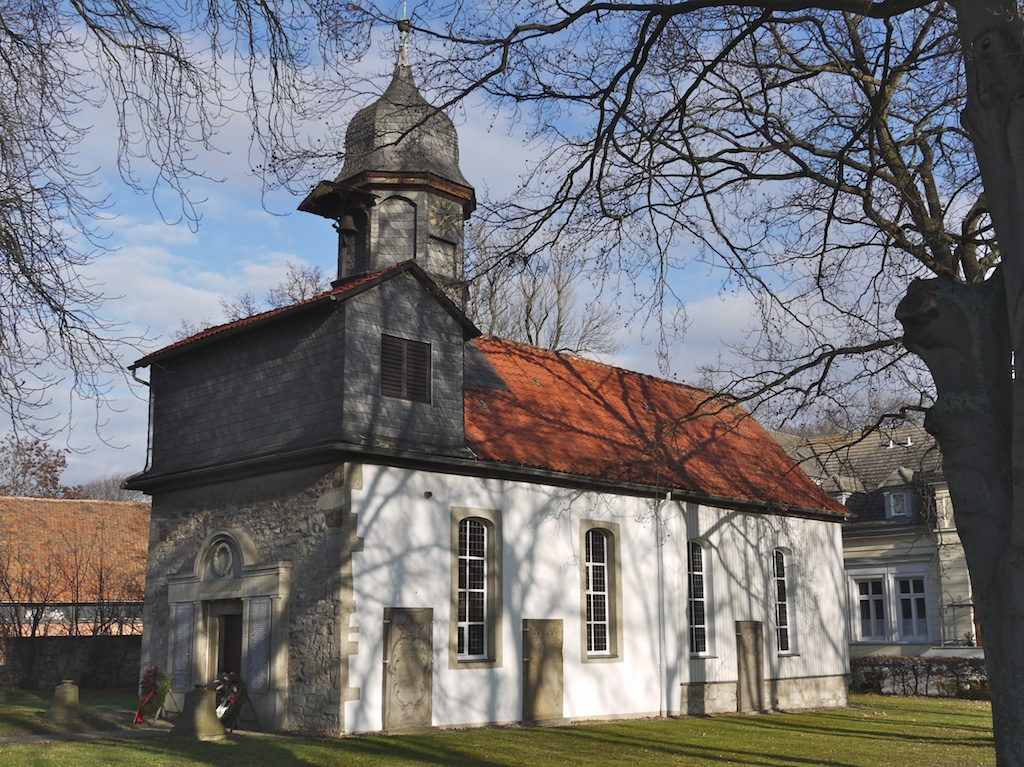
Evangelische Kirche in Üfingen
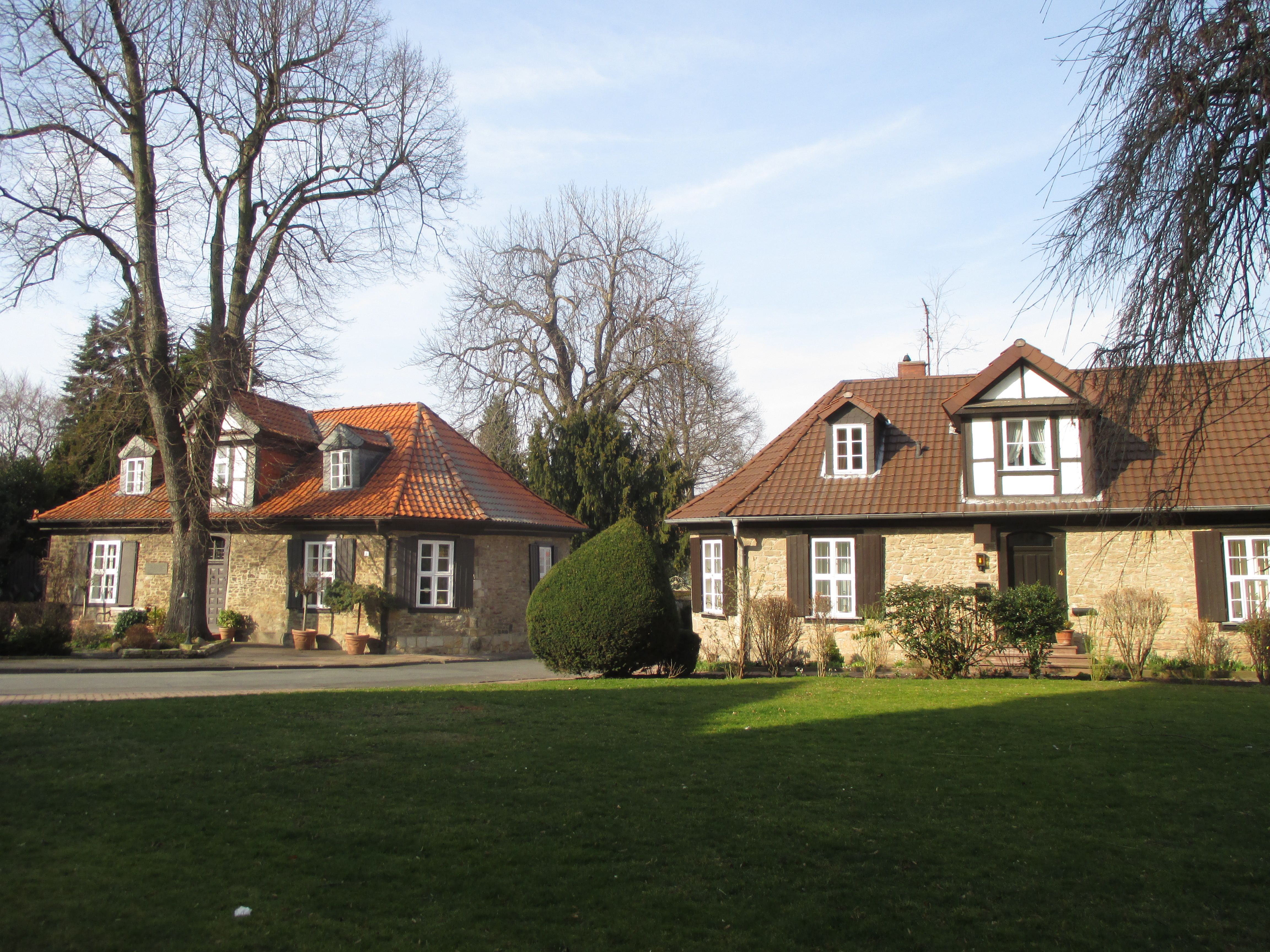
Historische Wohnhäuser vor dem Stiftsgelände in Alt Steterburg

## Geschichte
Die Ortschaft Nordost entstand gemeinsam mit den anderen sechs Ortschaften zum 1. Januar 1972, um die Anzahl der Ortsräte auf sieben zu reduzieren. Zuvor besaßen alle 29 damals zu Salzgitter gehörenden Stadtteile einen eigenen Ortsrat. Die erste Kommunalwahl fand noch im selben Jahr statt.
Bis zur Eingemeindung der Stadtteile Sauingen und Üfingen am 1. März 1974 bestand die Ortschaft Nordost zunächst nur aus den beiden Stadtteilen Thiede und Beddingen.

### Einwohnerentwicklung
Die Tabelle zeigt die Einwohnerzahlen einschließlich der Nebenwohnsitze jeweils zum 31. Dezember des entsprechenden Jahres.
| Ortschaft Nordost – Bevölkerungsentwicklung seit 1985 | Ortschaft Nordost – Bevölkerungsentwicklung seit 1985 | Ortschaft Nordost – Bevölkerungsentwicklung seit 1985 | Ortschaft Nordost – Bevölkerungsentwicklung seit 1985 | Ortschaft Nordost – Bevölkerungsentwicklung seit 1985 | Ortschaft Nordost – Bevölkerungsentwicklung seit 1985 | Ortschaft Nordost – Bevölkerungsentwicklung seit 1985                                                                 |
| Jahr                                                  | Einwohner                                             | Jahr                                                  | Einwohner                                             | Jahr                                                  | Einwohner                                             | Entwicklung |
| ----------------------------------------------------- | ----------------------------------------------------- | ----------------------------------------------------- | ----------------------------------------------------- | ----------------------------------------------------- | ----------------------------------------------------- | --- |
| 1985                                                  | 11.291                                                | 2000                                                  | 12.679                                                | 2011                                                  | 12.693                                                | Hier fehlt eine Grafik, die leider im Moment aus technischen Gründen nicht angezeigt werden kann. Wir arbeiten daran! |
| 1990                                                  | 11.470                                                | 2001                                                  | 12.999                                                | 2012                                                  | 12.762                                                | Hier fehlt eine Grafik, die leider im Moment aus technischen Gründen nicht angezeigt werden kann. Wir arbeiten daran! |
| 1991                                                  | 11.544                                                | 2002                                                  | 13.066                                                | 2013                                                  | 12.687                                                | Hier fehlt eine Grafik, die leider im Moment aus technischen Gründen nicht angezeigt werden kann. Wir arbeiten daran! |
| 1992                                                  | 11.839                                                | 2003                                                  | 13.042                                                | 2014                                                  | 12.757                                                | Hier fehlt eine Grafik, die leider im Moment aus technischen Gründen nicht angezeigt werden kann. Wir arbeiten daran! |
| 1993                                                  | 11.910                                                | 2004                                                  | 13.034                                                | 2015                                                  | 12.959                                                | Hier fehlt eine Grafik, die leider im Moment aus technischen Gründen nicht angezeigt werden kann. Wir arbeiten daran! |
| 1994                                                  | 12.113                                                | 2005                                                  | 13.036                                                | 2016                                                  | 13.050                                                | Hier fehlt eine Grafik, die leider im Moment aus technischen Gründen nicht angezeigt werden kann. Wir arbeiten daran! |
| 1995                                                  | 12.135                                                | 2006                                                  | 12.960                                                | 2017                                                  | 13.274                                                | Hier fehlt eine Grafik, die leider im Moment aus technischen Gründen nicht angezeigt werden kann. Wir arbeiten daran! |
| 1996                                                  | 12.443                                                | 2007                                                  | 12.863                                                | 2018                                                  | 13.346                                                | Hier fehlt eine Grafik, die leider im Moment aus technischen Gründen nicht angezeigt werden kann. Wir arbeiten daran! |
| 1997                                                  | 12.531                                                | 2008                                                  | 12.858                                                | 2019                                                  | 12.926                                                | Hier fehlt eine Grafik, die leider im Moment aus technischen Gründen nicht angezeigt werden kann. Wir arbeiten daran! |
| 1998                                                  | 12.623                                                | 2009                                                  | 12.868                                                | 2020                                                  | 12.685                                                | Hier fehlt eine Grafik, die leider im Moment aus technischen Gründen nicht angezeigt werden kann. Wir arbeiten daran! |
| 1999                                                  | 12.575                                                | 2010                                                  | 12.732                                                | 2021                                                  | 12.554                                                | Hier fehlt eine Grafik, die leider im Moment aus technischen Gründen nicht angezeigt werden kann. Wir arbeiten daran! |
| Quellen: Jahre 1985 bis 1992, Jahre 1993 bis 2021     |                                                       |                                                       |                                                       |                                                       |                                                       | Hier fehlt eine Grafik, die leider im Moment aus technischen Gründen nicht angezeigt werden kann. Wir arbeiten daran! |

## Politik
Wie alle Ortschaften verfügt die Ortschaft Nordost über einen Ortsrat, aus dessen Reihen ein Ortsbürgermeister gewählt wird.

### Ortsrat
Der Ortsrat setzt sich aus 17 Ratsfrauen und Ratsherren zusammen. Dies ist laut Hauptsatzung der Stadt Salzgitter die festgelegte Anzahl für eine Ortschaft mit 10.001 bis 20.000 Einwohnern. Die aktuelle Legislaturperiode beginnt am 1. November 2021 und endet am 31. Oktober 2026.
Die Kommunalwahlen am 12. September 2021 ergaben die folgende Sitzverteilung:
| Ortsrat 2021Insgesamt 17 Sitze - SPD: 5 - Grüne: 2 - BL: 1 - FDP: 1 - CDU: 7 - AfD: 1 BL: Bürgerliste 38239 |

### Ortsbürgermeister
Ortsbürgermeister ist Christian Striese (CDU). Seine Stellvertreter sind Hartmut Alder (SPD) und Thomas Huppertz (CDU).

### Wappen
Jeder Stadtteil der Ortschaft Nordost führt sein eigenes Wappen.

Beddingen
Sauingen
Thiede
Üfingen